# Heinrich Brandt
Heinrich Johann Brandt (ur. 16 listopada 1847 w Gdańsku – zm. 3 października 1915 w Gdańsku) – gdański kupiec handlu winem i meksykański urzędnik konsularny. 

## Życiorys
Syn kupca Johannesa Heinricha Ludwiga Brandta (1796–1871). Przebywał na praktyce w Niemczech (1867). Po śmierci ojca przejął jego firmę handlu winem J.H.L. Brandt przy Langer Markt 14 (Długi Targ) (1871-1910). Powierzono mu też pełnienie funkcji konsula Meksyku w Gdańsku (1897-1915). Był też miłośnikiem sztuki i dobroczyńcą. Został pochowany na cmentarzu Zbawiciela w Gdańsku. 